# Max Barneaud
Cet article possède un paronyme, voir Barnaud.
Max Louis Jean Barneaud, né à Cannes le 24 juillet 1903 et décédé dans le 14e arrondissement de Paris le 3 août 1986, est un sculpteur français.

## Biographie
Fils du sculpteur Ludovic Barneaud, il expose au Salon des indépendants en 1926 et 1928, et au Salon des Tuileries à Paris entre 1928 et 1943. En 1950, il découvre un procédé de céramique ultra mince en partenariat avec Émile Belforti (brevet enregistré).

## Expositions
- Salon des Indépendants :
  - 1926 : L'Enfant (n° 176) et Étude (n°177)
  - 1941 : Femme à sa toilette (n° 98) et Buste (n° 99)
  - 1943 : Monique (n° 144) et Tête (n° 145)
- Salon des Tuileries :
  - 1929 : Nu[4]
  - 1936 : La Naissance de Vénus[5]
- Exposition Le Sport dans l'Art :
  - 1943 : Le Boxeur et L'Athlète[6]
  - 1944 : Rugby[7]

## Œuvres dans les collections publiques
- Charleville-Mézières, préfecture des Ardennes : La Naissance de Vénus, Salon de 1936, bronze[8]
- Nanterre, évéché : Sainte Odile, statue en pierre[9]
- Nevers, préfecture de la Nièvre : Sans titre, céramique[10]
- Paris, hôpital de l'Hôtel-Dieu : Guillaume Dupuytren (1777-1835), statue en pierre[11]
- Sèvres, musée national de la céramique : Femme nue allongée, céramique[12]